# Șerpeni
Șerpeni è un comune della Moldavia situato nel distretto di Anenii Noi di 3.585 abitanti al censimento del 2004